# Ayriget
Ayriget är ett vattendrag i Armenien. Det ligger i den sydöstra delen av landet, 150 kilometer sydost om huvudstaden Jerevan.
Trakten runt Ayriget består i huvudsak av gräsmarker. Runt Ayriget är det ganska glesbefolkat, med 42 invånare per kvadratkilometer.